# Hraničné Petrovice
Hraničné Petrovice (in tedesco Petersdorf) è un comune della Repubblica Ceca facente parte del distretto di Olomouc, nella regione di Olomouc.